# فرناندو وارلا (بازیکن فوتبال اهل اسپانیا)
فرناندو وارلا (انگلیسی: Fernando Varela؛ زادهٔ ۱ سپتامبر ۱۹۷۹) بازیکن فوتبال اهل اسپانیا است.
از باشگاه‌هایی که در آن بازی کرده‌است می‌توان به باشگاه فوتبال قاسم‌پاشا اسپور، باشگاه ورزشی رئال مایورکا، باشگاه فوتبال رئال بتیس، و باشگاه فوتبال رئال وایادولید اشاره کرد.
وی همچنین در تیم‌های ملی فوتبال زیر ۱۶ سال اسپانیا، زیر ۱۷ سال اسپانیا، زیر ۱۸ سال اسپانیا، زیر ۲۰ سال اسپانیا، و زیر ۲۱ سال اسپانیا بازی کرده‌است.